# ورد النيل
ورد النيل أو الإيكهورنية (الاسم العلمي: Eichhornia) هو جنس من النباتات يتبع الفصيلة البونتديرية من رتبة الوعلانيات. وهو نبات موسمي ينمو ويطفو فوق المياه العذبة، وموطنه الأصلي المناطق الاستوائية بأمريكا الجنوبية.
وضع الاسم العلمي عالم النبات الألماني كارل سيغيسموند كونث تكريماً لوزير الثقافة البروسية بين 1840-1848 يوهان فريدريش ألبرخت إيكهورن.

## أنواع ورد النيل
- ورد النيل سميك الساق (الاسم العلمي:Eichhornia crassipes)
- ورد النيل اللازوردي (الاسم العلمي:Eichhornia azurea)
- ورد النيل المتنوع الأوراق (الاسم العلمي:Eichhornia diversifolia)
- ورد النيل المتباين الثمار (الاسم العلمي:Eichhornia heterosperma)
- ورد النيل العثكولي (الاسم العلمي:Eichhornia paniculata)
- ورد النيل المتناقض (الاسم العلمي:Eichhornia paradoxa)

## مشاكله
تم إدخال ورد النيل إلى مصر في عصر محمد على عن طريق أحد الباحثين الزراعيين الإنجليز ذوي الأصول الألمانية، حيث أتى بها من بحيرة فيكتوريا بوسط إفريقيا.
يعد عشب الماء مشكلة كبيرة في دول حوض النيل، وذلك لما يستهلكه كميات هائلة من الماء الصالح للزراعة، ويعوق حركة ملاحة الري ويسد المجاري المائية كالترع والمصارف. كما أنه يستهلك الأكسجين الذائب في المياه مما يهدد حياة الأسماك والكائنات المائية. بالإضافة إلى أنه يأوي العديد من القواقع مثل قواقع البلهارسيا، و الزواحف و الثعابين.
رغم وجود بعض الأخبار عن الاستفادة من ورد النيل في مصر (مثل صناعة الأخشاب أو الأعلاف) إلا أن هناك بعض التحفظات عليها:
- ورد النيل يستهلك حوالي 4 لتر ماء يوميا
- كثيرا ما يكثر ورد النيل في الترع والمجاري وبالتالي هناك مخاطر على العاملين في ورد النيل
- أكثر الأبحاث على مستوى العالم (حتى الآن) تؤكد على التخلص من ورد النيل فالصناعات التي تقوم على ورد النيل لن توازي المخاطر والأضرار التي يسببها

وحتى هذه اللحظة فلم يقدم أحد على إقامة مشاريع للاستفادة من الجانب الاقتصادي لهذه النبتة.
واتجهت للتخلص منه لأضراره الجمّة على محمل المكافحة لأعلى محمل الاستفادة وذلك لعدم تغطية الجانب الاقتصادي في الاستفادة منه.
وإن حاول البعض إثبات بعض الاستفادة البسيطة جدا منه إلا أن غير ذلك هو الأثبت.
و قد تم النجاح في التحكم البيولوجي في هذه النبتة في بحيرة فيكتوريا عن طريق حشرتي سوس من أمريكا الجنوبية من عائلة نيوشتينا .  